# Bergloofbuulbuul
De bergloofbuulbuul (Phyllastrephus albigula) is een zangvogel uit de familie Pycnonotidae (buulbuuls).

## Verspreiding en leefgebied
De soort komt voor in Tanzania.